# Akysis fontaneus
Akysis fontaneus és una espècie de peix de la família dels akísids i de l'ordre dels siluriformes.